# Meyna laxiflora
Meyna laxiflora är en måreväxtart som beskrevs av Robyns. Meyna laxiflora ingår i släktet Meyna och familjen måreväxter. Inga underarter finns listade i Catalogue of Life.